# Diego Fernández Arias
Diego Fernández Arias (Úbeda, província de Jaén, 31 d'octubre de 1855 - Madrid, 1928) fou un militar i polític andalús, diputat a les Corts Espanyoles en la restauració borbònica
Va lluitar en la Tercera Guerra Carlina amb les tropes reialistes i després contra els insurrectes de Cuba. Després deixà l'exèrcit i es dedicà a l'ensenyament i a dirigir de 1887 a 1907 el diari La Correspondencia Militar, amb el qual va tenir polèmiques que li provocaren vuit duels i 32 processaments. Fou diputat del Partit Liberal Conservador pel districte de la Vila Joiosa a les eleccions generals espanyoles de 1896 i pel de Sequeros (província de Salamanca) a les eleccions generals espanyoles de 1901 i 1905.